# ميسا واتانابي
ميسا واتانابي (渡辺美佐 واتانابي ميسا) هي مؤدية أصوات يابانية ولدت في 30 أبريل 1964 في طوكيو.

## أدوارها في الأنمي

### مسلسلات انمي تلفزيونية
- ون بيس - نيفيرتاري فيفي
- باسيليسك - أكيغينو
- غوين ساغا - سارا
- الأرجوحة الطائرة - كازومي
- حكايات أشباح المدرسة - والدة موموكو كويغاكوبو
- كيمي غا نوزومو آين - نيسا أوتسوكي
- X - توكيكو ماغامي
- ريستورانتي باراديسو - غابرييلا
- C - كيوكو ساوامورا
- سايوكي - كانزيون بوساتسو
- غريت تيتشر أونيزوكا - آنسة فوجيموري

### أنمي الإنترنت
- سيلور مون كريستال - الملكة بيريل

### أوفا أنمي
- تيلز أوف سيمفونيا ذي أنيميشن: فصل اتحاد العوالم - مارتل
- البدلة المتنقلة جاندام UC - ليام بورينيا

### أفلام أنمي
- ون بيس: أميرة الصحراء والقراصنة - نيفيرتاري فيفي

## أدوارها في ألعاب الفيديو
- تيلز أوف سيمفونيا - مارتل

## أدوارها في الدبلجة اليابانية
- أبطال خارقون - أوهام
- ربات بيوت يائسات - بري فان دي كامب
- 24 - نينا مايرز

## وصلات خارجية
- ميسا واتانابي على موقع IMDb (الإنجليزية)
- ميسا واتانابي على موقع ألو سيني (الفرنسية)
- ميسا واتانابي على موقع ميوزك برينز (الإنجليزية)
- ميسا واتانابي على موقع قاعدة بيانات الفيلم (الإنجليزية)
- ميسا واتانابي على موقع كينوبويسك (الروسية)
- ميسا واتانابي على موقع ANN person (الإنجليزية)